# Град Мостар
Град Мостар је један од службених градова у Босни и Херцеговини (Федерација Босне и Херцеговине), управно седиште Херцеговачко-неретванског кантона и највећи град у Херцеговини. Према подацима Агенције за статистику Босне и Херцеговине на попису становништва 2013. године, у Граду је пописано 105.797 лица.

### Положај
Мостар се налази на југу Босне и Херцеговине, тачније речено налази се у центру Херцеговине. Градско подручје (Мостар и његова околина) се географски може описати као чвориште сјеверне, западне и источне Херцеговине. Кроз центар града се протеже кањон ријеке Неретве па је Мостар познат и под надимком „град на реци Неретви“.
У градском подручју Мостара смештене су три котлине: Бијело Поље на северу, у којој је смештена већина северних приградских насеља; Мостарска, у којој је смештен град Мостар и већина западних приградских насеља и Бишће Поље на југу, у којој је смештена већина јужних приградских насеља и мостарска индустријска зона.
Најпознатија брда око мостарске котлине су: Хум, Брканово Брдо, Галац, Орловац, Микуљача, Жовница, Планиница и Фортица, а сам град се налази на надморској висини 60-80 метара. Две најпознатије планине које се налазе у близини Мостара су Вележ и Прењ. Кроз Мостар теку ријеке Неретва и Радобоља, а у његовој ближој околини налазе се: Дрежанка, Буна, Буница и Јасеница. Мостар је као и већина херцеговачких градова веома кршевит.

### Градска управа и администрација
Стара општина Мостар је уобличена 1959. године спајањем општине Мостар и највећег дела укинуте општине Дрежница у оквиру Среза Мостар.
Таква општина са 57 насељених места постојала до избијања грађанског рата у БиХ када се на територији бивше општине Мостар формира више „етничких општина“ чији се обим мењао упоредо са ратним успесима.
Када је донет Дејтонски мировни споразум део бивше општине Мостар са тадашњим именом „Српски Мостар“, а у чијем су саставу били делови три насеља је ушао у састав Републике Српске. Федерални део бивше општине Мостар је био подељен на 6 градских општина: Мостар-Сјевер, Мостар-Стари Град, Мостар-Југоисток, Мостар-Југ, Мостар-Југозапад и Мостар-Запад. Прве три општине су имале бошњачку, а друге три хрватску етничку већину. Неформално подручје Града Мостар је било подељено на Западни Мостар са хрватском већином и Источни Мостар са бошњачком већином.
Ситуација са подељеним градом, са градским општинама и етничком поделом, је трајала до 2004. године када је тадашњи високи представник за Босну и Херцеговину Педи Ешдаун донео „Одлуку о спровођењу реорганизације Града Мостара“, којом су укинуте градске општине, а уместо њих су формирана „градска подручја“ која територијално одговарају бившим градским општинама. Само доношење Статута Града које је проистекло из одлуке високог представника, пратило је негодовање хрватског становништва, које је сматрало да се новим статутом привилегује бошњачко становништво.
Подручје Града Мостара данас има 60 насељених места.

## Становништво
Према посљедњем попису становништва из 2013. којег је објавила Агенција за статистику БиХ, Град Мостар имао је 107,715 становника. Од претпосљедњег пописа становништва из 1991, број становника Града Мостара смањио се за готово 20,000. Такође се увелике измијенио национални и вјерски удио становништва. Данас Хрвати имају релативну већину, док су на попису из 1991. релативну већину имали Муслимани.
Послије потписивања Дејтонског споразума, највећи дио општине Мостар ушао је у састав Федерације БиХ. У састав Републике Српске ушла су насељена мјеста: Камена, Кокорина и Зијемље.
| Национални састав према попису из 2013.‍ | Национални састав према попису из 2013.‍ | Национални састав према попису из 2013.‍ | Национални састав према попису из 2013.‍ | Национални састав према попису из 2013.‍ |
| --------------------------------------- | --------------------------------------- | --------------------------------------- | --------------------------------------- | --------------------------------------- |
|                                         |                                         |                                         |                                         |                                         |
| Хрвати                                  | Хрвати                                  |                                         | 51.216                                  | 48,41%                                  |
| Бошњаци                                 | Бошњаци                                 |                                         | 46.752                                  | 44,19%                                  |
| Срби                                    | Срби                                    |                                         | 4.421                                   | 4,18%                                   |
| остали                                  | остали                                  |                                         | 1.910                                   | 1,81%                                   |
| неизјашњени                             | неизјашњени                             |                                         | 1.498                                   | 1,24%                                   |
| укупно: 105.797                         |                                         |                                         |                                         |                                         |

| Вјерски састав према попису из 2013.‍ | Вјерски састав према попису из 2013.‍ | Вјерски састав према попису из 2013.‍ | Вјерски састав према попису из 2013.‍ | Вјерски састав према попису из 2013.‍ |
| ------------------------------------ | ------------------------------------ | ------------------------------------ | ------------------------------------ | ------------------------------------ |
|                                      |                                      |                                      |                                      |                                      |
| католици                             | католици                             |                                      | 50.146                               | 47,40%                               |
| муслимани                            | муслимани                            |                                      | 46.058                               | 43,53%                               |
| православци                          | православци                          |                                      | 4.274                                | 4,04%                                |
| атеисти                              | атеисти                              |                                      | 1.670                                | 1,58%                                |
| агностици                            | агностици                            |                                      | 742                                  | 0,70%                                |
| остали                               | остали                               |                                      | 1.174                                | 1,11%                                |
| неизјашњени                          | неизјашњени                          |                                      | 1.536                                | 1,45%                                |
| укупно: 105.797                      |                                      |                                      |                                      |                                      |

## Градоначелници Града Мостара
Западни и источни Мостар уједињени су 1996., и од тада Град Мостар је имао једног градоначелника и једног доградоначелника из различитих конститутивних народа. Функција градоначелника, односно доградоначелника била је предмет ротације. Овакав режим постојао је до 2014.
| #    | градоначелник  | трајање мандата     | трајање мандата     | странка | #    | доградоначелник | трајање мандата     | трајање мандата     | странка |
| ---- | -------------- | ------------------- | ------------------- | ------- | ---- | --------------- | ------------------- | ------------------- | ------- |
| 1.   | Иван Прскало   | 15. августа 1996.   | 14. септембра 1997. | ХДЗ БиХ | 1.   | Сафет Оручевић  | 15. августа 1996.   | 14. септембра 1997. | СДА     |
| 2.   | Сафет Оручевић | 14. септембра 1997. | 28. октобра 1998.   | СДА     | 2.   | Иван Прскало    | 14. септембра 1997. | 28. октобра 1998.   | ХДЗ БиХ |
| (1.) | Иван Прскало   | 28. октобра 1998.   | 23. јун 2000.       | ХДЗ БиХ | (1.) | Сафет Оручевић  | 28. октобра 1998.   | 23. јун 2000.       | СДА     |
| (2.) | Сафет Оручевић | 23. јун 2000.       | 23. фебруара 2001.  | СДА     | 3.   | Невен Томић     | 23. јун 2000.       | 23. фебруара 2001.  | ХДЗ БиХ |
| 3.   | Невен Томић    | 23. фебруара 2001.  | март/април 2002.    | ХДЗ БиХ | 4.   | Хамдија Јахић   | 23. фебруара 2001.  | март/април 2002.    | СДА     |
| 4.   | Хамдија Јахић  | март/април 2002.    | 24. децембра 2004.  | СДА     | (3.) | Невен Томић     | март/април 2002.    | 18. марта 2003.     | ХДЗ БиХ |
| 4.   | Хамдија Јахић  | март/април 2002.    | 24. децембра 2004.  | СДА     | 5.   | Љубо Бешлић     | 18. марта 2003.     | 24. децембра 2004.  | ХДЗ БиХ |

Високи представник наметнуо је почетком 2014. нови градски Статут према којем је укинута функција доградоначелника. Први градоначелник изабран након наметања новог Статута био је Љубо Бешлић.
| #  | градоначелник           | трајање мандата    | трајање мандата  | странка |
| -- | ----------------------- | ------------------ | ---------------- | ------- |
| 5. | Љубо Бешлић (1958-2021) | 24. децембра 2004. | 15. фебруар 2021 | ХДЗ БиХ |
| 5. | Марио Кордић            | 15. фебруар 2021.  | тренутно         | ХДЗ БиХ |